# Východoaleppská ofenzíva (září 2015 – únor 2016)

Poloha guvernorátu Aleppo v Sýrii

Ofenzíva na východě guvernorátu Aleppo je operace zahájená 14. září 2015, kdy SAA spolu s NDF a Baasistickými bataliony zahájila na jihovýchodě guvernorátu útok na jednotky Islámského státu za účelem zlomit tříleté obléhání vojenské letecké základny u vesnice Kvejrís. Tato operace byla také později doplněna výpadem na jih ze základny Kvejrís za účelem přetnutí dálnice Aleppo-Rakka, jedné z hlavních zásobovacích tras teroristů. Po úspěšném dosáhnutí základny zahájila vládní vojska novou ofenzívu s cílem rozšíření nárazníkového pásma kolem základny a přerušení zásobovacích tras teroristů z IS. Později byla část teroristů obklíčena v okolí města Rajjan.

## Přípravy
Počátky plánování ofenzívy lze zpětně vysledovat až k návštěvě generála Quasema Soleimaniho v Moskvě v červenci 2015. Generál byl údajně poslán do Ruska samotným vůdcem Íránu Sajjidem Alí Chameneíem, aby se svými tamějšími partnery projednal společné zintenzivnění vojenských kroků v Sýrii. Vojenští poradci, včetně vysoce postavených íránských generálů z íránských jednotek Quds, byli poté rozmisťováni nejprve v guvernorátu Latákia a později na důležitá místa po celé Sýrii za účelem plánování ofenzívy, rozšířené o nálety ruského letectva. Tolik íránských generálů dozorujících a zkoumajících syrskou frontovou linii mělo ale také za následek, že tři z nich brzy v boji padli (killed in action, KIA). Mezi padlými byl také vysoce postavený íránský generál a Soleimaniho zástupce Hossein Hamadani.

## Ofenzíva Kvejrís
15. září: Vládní vojska zahájila útok podél severozápadního pobřeží jezera al-Džabul a pokusila se teroristické jednotky zatlačit zpět k obklíčené základně u Kvejrís. Ofenzíva započala zabráním dvou kopců Tal Nám a Tal Sabín nacházejícími se na sever od jezera. I přes to se vojska ISIL dokázala brzy přeskupit a provést protiútok, ve kterém se jim podařilo získat některá ztracená území a zastavit rychlý postup SAA.
22. září: Zapojení syrských vzdušných sil změnilo situaci na bojišti a SAA znovu zahájila útok. Po těžkých bojích osvobodila vesnici Salíhija a pokračovala útokem na Tal-Rajman ve směru základny Kvejrís.
4. říjen: Ruské letectvo útočilo na IS podél úseku dálnice Dajr Hafer-Tepelná elektrárna. To umožnilo syrské armádě vstoupit do vesnice Ajn Sabil. Armádní zdroje tvrdí, že tehdy bylo za dva dny zabito 75 teroristů v důsledku bombardování letectvem RF.
16. říjen: SAA a irácké milice údajně získaly město Nasirijá a při následných bojích bylo zabito 25 bojovníků IS. Vládní vojska pokračovala do vesnice Barájeh vzdálené asi 7 km od základny Kvejrís.
17. říjen: Armáda údajně získala vesnici Huvajdža.
19. říjen: Vládní vojska dobyla 3 vesnice včetně Bkajze vzdálenou asi 7 km od Kvejrís. Získala také části města Dakvana.
20. říjen: SAA získala části vesnice Tel Sabín.
21. říjen: Vládní síly přebraly kontrolu nad celou vesnicí Tel Sabín včetně přilehlého kopce.
23. říjen: SAA získala celé město Dakvana. Přiblížila se k základně na vzdálenost 4 km.
9. listopad: Po několika dnech obléhání získala armáda město Šejk Ahmad 2 km od základny. Připravuje se na finální útok.
10. listopad: Došlo k prolomení tříleté blokády vojenské letecké základny Kvejrís. Bojovníci Islámského státu se masivně vzdávali. Syrská armáda získala vesnice Rasm Abud a Umm Arkila.
11. listopad: SAA získala vesnice Dždajde Arbín a Arbid v sousedství základny. Za posledních 24 hodin zemřelo více než 20 syrských vojáků, 13 Íránců a 8 bojovníků Hizballáhu. Zabito bylo 60 teroristů IS.
13. listopad: Vládní vojska postupovala západně o 4,5 km po dálnici Aleppo-Rakka. Obsadila chemičku a rozmístila se v továrně Sisako.
16. listopad: Po tom, co SAA obsazuje vesnici Kaskajs, je základna oficiálně prohlášena za zabezpečenou.

## Následná ofenzíva SAA
18–19. listopad: Vládní vojáci obsadili vesnici Džamajlja, železniční stanici a továrnu ve městě Šejk Ahmad a kopec Tal Humajma. SAA se rozmístila jen 8 km od města Dajr Hafer – hlavní baštou islamistů v regionu.
27. listopad – 31. prosinec: Vládní vojska získala 9 dalších vesnic v okolí základny Kvejrís (hlavně severně) včetně vesnice Nadžara, získanou 31. prosince.
10. leden: SAA získala vesnici Ajša, ležící v blízkosti důležitého města Al-Bab ovládaného IS. O dva dny později dobyla SAA ještě další čtyři blízké vesnice.
13.–15. leden: Vládní vojska získala dalších 7 vesnic mezi městem Al-Bab a základnou v Kvajrís. IS po následném protiútoku dobyl jednu zpět (Aran).
23–31. leden: Syrská armáda zahájila rozsáhlý útok směrem na západ od letecké základny v Kvejrís za účelem probojovat se až k průmyslovému komplexu Šejk Nadžar (pod kontrolou SAA) a obklíčit několik vesnic ovládané bojovníky IS. Osvobodila 11 vesnic na západ od Kvejrís. Mezitím (28. 1. 2016) provedl Islámský stát protiútok s cílem získat zpět ztracené vesnice. Zabito 20 vládních vojáků a 14 teroristů. Jedním z cílů útoku armády byla Aleppská tepelná elektrárna.
31. leden: Vládní vojska přerušila zásobovací trasy do elektrárny a zaútočila na její perimetr.
3. únor: SAA obsazuje několik vesnic včetně vsi As-Sin. V noci na 4. ledna zaútočila SAA na vesnici Tajba. IS se údajně brzy vzdává a stahuje. Situace nejasná. Mezitím jiné oddíly syrské armády obešly elektrárnu kvůli velkému množství pastí, min a opevněných teroristů.
7. únor: Islámský stát v rámci protiútoku znovu dobyl As-Sin.
13. únor: Armáda získala vesnici Džub al-Kalb ani ne týden po tom, co ji v rámci protiofenzívy získal Islámský stát.
14. únor: SAA získala kontrolu nad 4 dalšími vesnicemi včetně vesnice Tajaba (asi 300 metrů od elektrárny) a vesnice Barlíja (7 km od území ovládaného SAA na západě).
16. únor: Armáda údajně dobyla elektrárnu (pravděpodobně ale až 20. 2.).
18. únor: Vládní vojska obnovila kontrolu nad vesnicemi As-Sin a Džub Gapša (jižně od As-Sin).

## Obklíčení
19–20. únor: SAA provedla útoky směrem na západ k vesnicím Tel Aljam, Blat a Fah. Poslední vesnicí dobytou vládními vojáky je Turajkíja. Od této chvíle je oblast v okolí města Rajjan odstřihnuta od zbytku Islámského státu. Uvnitř zůstalo obklíčeno asi 800 bojovníků teroristické organizace. Dále byla oficiálně osvobozena i Aleppská tepelná elektrárna.
21. únor: Podle dostupných informací se většině teroristů (asi 700) podařilo obklíčenou oblast opustit. Uvnitř zůstalo až asi jen 100–150 teroristů. Syrská armáda rychle postupovala a obsadila většinu všech vesnic v oblasti, obrana islamistů se zcela rozpadla. Poslední centra odporu se nacházejí ve vsích Mulfisíja a Kasúr Al-Vurud. I ty byly však o několik hodin později osvobozeny vojáky SAA. Probíhá dočišťování, jinak je oblast oficiálně zabezpečena.